# Margaretta Riley
Margaretta Riley, rođena Hopper (4. svibnja 1804. – 16. srpnja 1899.) bila je engleska botaničarka. Proučavala je paprat i bila prva britanska pteridologinja ženskog spola.

## Život
Rođena je u Castle Gateu u Nottinghamu 4. svibnja 1804. od roditelja Richarda i Margarette Hopper. Godine 1826., udala se za Johna Rileyja, agenta obitelji Montague u Papplewicku, sjeverno od Nottinghama, gdje je živjela do kraja života. 
Margaretta Riley i njezin suprug radili su zajedno kao pteridolozi proučavajući paprati. Oboje su bili članovi Botaničkog društva u Londonu - on od 1838., a ona od 1839.
Prekinula je botanička istraživanja kada je postala udovica 1846. godine. Umrla od bronhitisa u svojoj kući u Papplewicku 16. srpnja 1899. Njezin pogreb održan je u crkvi sv. Jakova (St James’s), u Papplewick, gdje je bila upravitelj crkve. nekoliko godina. Bila je jedna od prvih žena crkvenih upravitelja imenovanih u Engleskoj.  Nadimak joj je bio "Meta".

## Ostavština
Po njoj je nazvan krater Riley na planeti Veneri.

## Djela
Publikacije Margarette Riley uključuju:
- O britanskom rodu Cystea (1839.)
- O uzgoju paprati iz sjemena, s prijedlozima za njihov uzgoj i pripremu uzoraka (1839.)
- Polypodium, Dryopteris i calcareum (1841.)